# Charles Pickering Bowditch
Charles Pickering Bowditch (* 30. September 1842 in Boston, Massachusetts; † 1. Juni 1921 in Jamaica Plain, Boston, Massachusetts) war ein amerikanischer Geschäftsmann, Archäologe und Anthropologe sowie Philanthrop. Nach seiner Ausbildung an der Harvard University sowie seinem Dienst im Amerikanischen Bürgerkrieg war er in leitender Position bei zahlreichen Unternehmen im Großraum Boston tätig. Parallel dazu widmete er sich insbesondere dem Studium der Maya und trat als Förderer von Archäologie und Anthropologie allgemein sowie des Peabody Museum of Archaeology and Ethnology hervor.

## Leben

### Ausbildung und Beruf
Charles Pickering Bowditch wurde am 30. September 1842 als Sohn von Jonathan Ingersoll Bowditch und Lucy Orne (Nichols) Bowditch in Boston geboren. Sein Großvater väterlicherseits, Nathaniel Bowditch, war ein bekannter Mathematiker und Astronom, während sich sein Bruder Henry Pickering Bowditch der Physiologie zuwandte. Zudem zählt Timothy Pickering, Außenminister der Vereinigten Staaten, zu seinen Vorfahren.
1859 begann er ein Studium an der Harvard University, das er 1863 mit einem Bachelor sowie 1866 mit einem Master abschloss. Unterbrochen wurde seine Ausbildung vom Amerikanischen Bürgerkrieg, in dem er zwischen 1863 und 1864 diente, zuletzt im Rang eines Hauptmanns (Captain). Nachdem er kurzzeitig und erfolglos sein Glück in der Erdölgewinnung in Pennsylvania gesucht hatte, übernahm er 1865 die Position des Vermögens- bzw. Immobilienverwalters (Trustee) bei zwei vermögenden Familien im Bundesstaat New York. Mit entsprechend gewonnenen Erfahrungen als Trustee kehrte Bowditch 1872 nach Boston zurück, wo er in der Folge in der Verwaltung bzw. Leitung zahlreicher Unternehmen der Region tätig war. Unter anderem fungierte er als Direktor der Massachusetts Cotton Mills, der Pepperell Manufacturing Company, der Massachusetts Hospital Life Insurance Company sowie der Boston and Providence Railroad Company. Zudem hatte er drei Jahre die Position des Vizepräsidenten der American Bell Telephone Company inne, des von Alexander Graham Bell gegründeten Telekommunikationsunternehmens.

### Wissenschaftliches und philanthropisches Engagement
Parallel zu seiner Tätigkeit als Geschäftsmann betätigte sich Bowditch in diversen anderen Bereichen, so reiste er unter anderem nach Europa, Asien sowie Zentral- und Südamerika und entwickelte ein besonderes Interesse für historische Wissenschaften, so verfasste er beispielsweise mehrere Bände zur Genealogie der Familie Pickering. Sein Hauptaugenmerk galt in der Folge allerdings der Archäologie und Anthropologie, wobei er nach einem Besuch der Halbinsel Yucatán im Jahre 1888 insbesondere die Kultur der Maya studierte. Sein 1910 veröffentlichtes Buch The Numeration, Calendar Systems and Astronomical Knowledge of the Mayans galt zu diesem Zeitpunkt als das bedeutendste Werk, das sich mit den Schriftzeichen und dem Kalender der Maya auseinandersetzte. Zudem war er einer der Gründer der American Anthropological Association und trat als Förderer des Peabody Museum of Archaeology and Ethnology in Harvard in Erscheinung, wo er unter anderem Fellowships sowie jährlich eine Expedition in Siedlungsgebiete der Maya finanzierte. Heute trägt die Professur für zentralamerikanische und mexikanische Archäologie und Ethnologie seinen Namen („Charles P. Bowditch Professor of Central American and Mexican Archaeology and Ethnology“).
Bowditch war unter anderem Mitglied der American Association for the Advancement of Science, der Massachusetts Historical Society, der American Geographical Society, der American Antiquarian Society sowie der Bostonian Society und zahlreicher weiterer anthropologischer Gesellschaften. 1892 wurde er in die American Academy of Arts and Sciences gewählt und stand ihr von 1915 bis 1917 als Präsident vor, ebenso wie sein Großvater Nathaniel Bowditch vor ihm.
Er war seit 1866 verheiratet und hatte vier Kinder. Sein Sohn Ingersoll Bowditch war unter anderem als Ingenieur tätig und wurde 1924 ebenfalls in die American Academy of Arts and Sciences aufgenommen. Charles Pickering Bowditch verstarb am 1. Juni 1921 im Alter von 78 Jahren in Jamaica Plain, einem Stadtteil von Boston.